# Câmpina
Câmpina es una ciudad con estatus de municipiu de Rumania en el distrito de Prahova.

## Geografía
Se encuentra a una altitud de 442 m s. n. m. a 94 km de la capital, Bucarest.

## Demografía
Según estimación 2012 contaba con una población de 37 459 habitantes.
| 1948   | 1956   | 1966   | 1977    | 1992   | 2002   | 2012   |
| 16 693 | 18 680 | 22 902 | <32 503 | 41 554 | 38 789 | 37 459 |